# Cappella di San Francesco
La cappella di San Francesco è un luogo di culto ubicato a Perarolo, nei pressi della frazione Locara del Comune di San Bonifacio, in provincia di Verona e diocesi di Vicenza; fa parte del vicariato di San Bonifacio-Montecchia di Crosara, più precisamente dell'Unità Pastorale San Bonifacio.

## Storia
Nella più antica mappa del territorio sambonifacese (metà del XV secolo), è presente a Perarolo un possesso della famiglia Cavalli, nell’area dove poi sorgerà Villa Negri. La famiglia Negri, di origine vicentina, aveva possedimenti a Perarolo già nel XVI secolo e la villa, nel Seicento, sarà una delle più importanti del territorio.
La cappella fu costruita qualche anno dopo della villa, nel 1628, e rispetto a questa, probabilmente abbandonata già anticamente, con un riutilizzo agricolo, rimase sostanzialmente invariata nei secoli, venendo utilizzata saltuariamente come sede di cappellania fino all’inizio del XXI secolo.
Nel 2008, col consenso dei proprietari, evitando il rischio di perdita del luogo di culto, si costituì l’Associazione San Francesco, la quale ha fatto eseguire i lavori di restauro della chiesetta.

## Descrizione

### L’esterno
La cappella, costruita nei pressi della villa, ha una facciata a capanna rivolta a sud e presenta un portale rettangolare sormontato da un timpano triangolare. In asse col portale vi è un oculo, mentre ai fianchi dell’ingresso due grandi finestre rettangolari, alte quanto la porta d’ingresso. 
La facciata è completata dal timpano triangolare, alla cui sommità è collocata una croce metallica.
Nel prospetto nord, probabilmente ad inizio del XIX secolo, sono state aperte due finestre e sopraelevato il volume a ovest per creare un piano in più, dove fu collocato l’organo.

### L’interno
La cappella, di pianta rettangolare, presenta un’aula con soffitto piano.
Il presbiterio, di forma quadrata, anticipato da un arco trionfale e sopraelevato di due scalini, ha una copertura a crociera, una finestra termale (oggi murata) ed è affiancato da due piccole stanze utilizzabili come sacrestie.
L’altare, con colonne corinzie che sostengono la trabeazione, sopra la quale è collocato il fastidio sorretto da due putti con dedica alla Vergine Maria e a San Francesco d’Assisi, nonché la data 1628.
La pala all’interno dell’altare, raffigurante San Francesco, è scomparsa ed è stata sostituita da una moderna sempre dello stesso soggetto.

## Campanile
Nella parte posteriore è collocato un campanile a vela, con una campana e sormontato da una croce metallica.